# Sinaxário

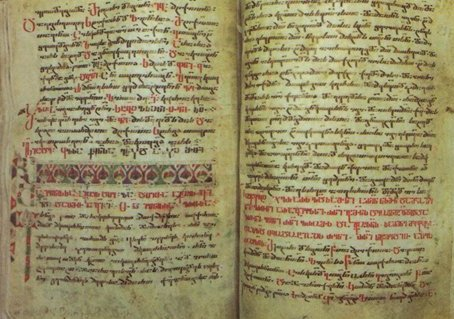
Grande Sinaxário georgiano
Manuscrito copiado pelos monges georgianos da Síria

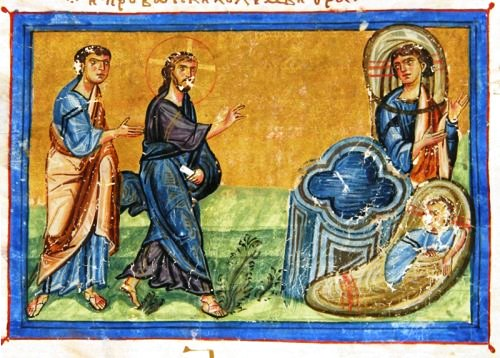
Sinaxário de Eutímio de Atos

Sinaxário (em latim: Synaxarium, pl. Synaxaria; em grego: Συναξάριον; romaniz.: Synaxarion, derivado de συνάγειν, synagein - "juntar") é uma compilação de hagiografias da Igreja Ortodoxa e da Igreja Católica Oriental que correspondem, grosso modo, aos martirológios da Igreja Católica Romana
Há dois tipos de sinaxários:
1. Sinaxários simples: listas de santos arrumadas na ordem de seus aniversários, como o calendário de Morcelli;
2. Sinaxários históricos: incluem notas biográficas, como é o caso do "Menológio de Basílio II" e o sinaxário de Sirmond. As notas são sumários das apresentadas nos grandes menológios — coleção de "vidas" de santos, para os doze meses do ano. Como as lições do ofício divino bizantino são sempre vidas de santos, os sinaxários se tornaram coleções de breves biografias deles e relatos de eventos cuja memória é comemorada.

## Definições
O significado exato do nome mudou várias vezes vezes. De início, ele era usado para indexar as lições bíblicas e outras que seriam lidas na igreja. Neste sentido, corresponde aos Capitulare e Comes latinos. Depois, o sinaxário foi preenchido com o texto completo das perícopas a serem lidas. No que diz respeito à liturgia sagrada, isso significava que ele fora literalmente transformado em livros sobre os evangelhos e sobre os apóstolos. sinaxário permaneceu como título para o índice para as outras lições e, sem que se mudasse o nome, ele foi novamente preenchido com os textos completos delas. O mero índice de tais lições é geralmente chamado de 'menologion heortastikon, um livro hoje raramente lido ou procurado, uma vez que o Tipicon provê a mesma informação, além de outras.

## Exemplos

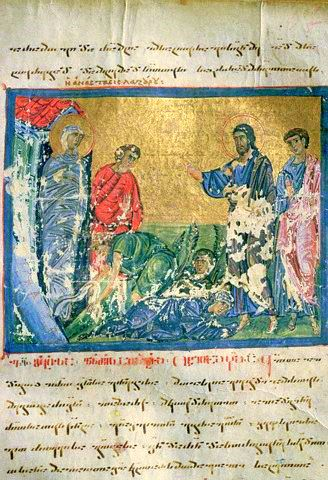
Ressurreição de Lázaro.
Página de um raro sinaxário

Os mais antigos sinaxários históricos remontam ao século X e há um grande número deles ainda preservados em manuscritos atualmente. Eles são importantes para o estudo dos festivais religiosos bizantinos e da história eclesiástica. As breves "vidas" que formam as lições foram compostas ou colecionadas por diversos autores, dos quais Simeão Metafrastes é o mais importante. Contudo, os relatos são de variados valores históricos. O imperador bizantino Basílio II Bulgaróctono (r. 976–1025) ordenou uma revisão do sinaxário, que é a base da atual edição oficial. Ele atualmente não é mais usado como um livro separado, mas sim incorporado na Menaia, com o relato do santo ou festa lida no Ortro, após a sexta ode do cânone. Assim, o significado moderno de sinaxário é não apenas a coleção, mas cada uma das lições separadas da Menaia e outros livros.
A publicação do texto árabe do sinaxário da Igreja Ortodoxa Copta foi iniciado simultaneamente por J. Forget (em Corp. script. orient.) e por R. Basset na Patrologia Orientalis, e o da Igreja Ortodoxa Etíope foi iniciado por I. Guidi, também na Patrologia Orientalis. Já o da Igreja Apostólica Armênia, chamado de Sinaxário de Ter Israel, foi publicado em Constantinopla em 1834.

## Uso bizantino
Durante o serviço divino ortodoxo grego e católico grego, a leitura do sinaxário (no sentido das breves "vidas" dos santos do dia) acontece após a sexta ode do cânon das matinas ou na divina liturgia.

## ver também
- Hagiografia
- Calendário dos santos
- Martirológio

## ligações externas
- "Synaxarion" na edição de 1913 da Enciclopédia Católica (em inglês).  Em domínio público.
- Hieromonk Makarios de Simonos Petra, Monte Atos. «Introduction to The Synaxarion: The Lives of the Saints of the Orthodox Church» (em inglês). Consultado em 24 de maio de 2011